# Bram Schmitz
Bram Schmitz (Terborg, 23 de abril de 1977) es un ciclista neerlandés que fue profesional de 2000 a 2011.

## Palmarés
| 1999 - 1 etapa del OZ Wielerweekend 2000 - 1 etapa de la Ster Elektrotoer 2003 - Vuelta a Rodas 2005 - 1 etapa del Tour de Luxemburgo | 2007 - 2 etapas del Cinturón a Mallorca 2008 - Flecha Flamenca - Tour de Düren 2009 - Tour de Normandía - Ster van Zwolle |

## Resultados en Grandes Vueltas y Campeonatos del Mundo
| Carrera         | Carrera         | 2000 | 2001 | 2002  | 2003 | 2004 | 2005  | 2006 | 2007 | 2008 | 2009 | 2010 | 2011 |
| --------------- | --------------- | ---- | ---- | ----- | ---- | ---- | ----- | ---- | ---- | ---- | ---- | ---- | ---- |
|                 | Giro de Italia  | ―    | —    | —     | ―    | ―    | 115.º | —    | ―    | ―    | —    | —    | ―    |
|                 | Tour de Francia | ―    | —    | —     | ―    | ―    | —     | —    | ―    | ―    | —    | —    | ―    |
|                 | Vuelta a España | ―    | —    | —     | ―    | ―    | —     | —    | ―    | ―    | —    | —    | ―    |
| Mundial en Ruta | Mundial en Ruta | ―    | —    | 146.º | 91.º | ―    | —     | —    | ―    | ―    | —    | —    | ―    |

―: no participa
Ab.: abandono